# Municipio de Kandota
El municipio de Kandota (en inglés: Kandota Township) es un municipio ubicado en el condado de Todd en el estado estadounidense de Minnesota. En el año 2010 tenía una población de 729 habitantes y una densidad poblacional de 11,69 personas por km².

## Geografía
El municipio de Kandota se encuentra ubicado en las coordenadas 45°49′15″N 94°57′41″O / 45.82083, -94.96139. Según la Oficina del Censo de los Estados Unidos, el municipio tiene una superficie total de 62.37 km², de la cual 57,68 km² corresponden a tierra firme y (7,52 %) 4,69 km² es agua.

## Demografía
Según el censo de 2010, había 729 personas residiendo en el municipio de Kandota. La densidad de población era de 11,69 hab./km². De los 729 habitantes, el municipio de Kandota estaba compuesto por el 98,35 % blancos, el 0,27 % eran amerindios, el 0,14 % eran asiáticos y el 1,23 % eran de una mezcla de razas. Del total de la población el 0 % eran hispanos o latinos de cualquier raza.